# Стриха, Виталий Илларионович
Вита́лий Илларио́нович Стри́ха (укр. Стріха Віталій Іларіонович; 30 мая 1931, Киев — 8 февраля 1999, Киев) — советский и украинский физик, педагог и общественный деятель. Доктор физико-математических наук (1970). Профессор (1973). Заведующий кафедрой физики полупроводников (1975—1996), проректор по учебной (1984—1985) и научной работе (1985—1990) Киевского университета. Лауреат Государственной премии УССР в области науки и техники (1970) за работу «Электронные явления на поверхности полупроводников». Инициатор создания (1992) и первый президент Академии наук высшей школы Украины. Отец Максима Стрихи.

## Биография
Родился в Киеве. Отец Илларион Афанасьевич Стриха был кандидатом наук, ведущим в Советском Союзе специалистом по механической обработке древесины. Мать Наталья Андреевна Бурчик всю жизнь проработала геологом, описала на Украине около сотни семейств строительных глин. Семейная жизнь Иллариона Афанасьевича и Натальи Андреевны не сложилось — перед войной они расстались. Жили Стрихи в Киеве на Лукьяновке — на улице Дикой (ныне Студенческий переулок). В результате Виталий среднее образование получил, когда ему уже было 19 лет: в 1950 году с золотой медалью окончил Киевскую среднюю школу № 55. В том же году он поступил на физический факультет Киевского государственного университета имени Тараса Шевченко.
В 1952 году Виталий Стриха продолжил учёбу на радиофизическом факультете Киевского университета, который окончил в 1955 году. С тех пор и до последних дней жизни научная и педагогическая работа Виталия Стрихи связана именно с этим учебным заведением, где он прошёл путь от инженера до руководителя созданной им проблемной лаборатории физики и техники полупроводников (1964—1999), заведующего кафедрой физики полупроводников (1975—1996), проректора по учебной (1984—1985) и научной (1985—1990) работе.
Киевский университет несколько раз выдвигал Стриху в члены-корреспонденты Академии наук Украины, но каждый раз при голосовании ему не хватало нескольких голосов для необходимых 2/3.
На протяжении последних восьми лет жизни главным делом для Виталия Стрихи стала основанная им Академия наук высшей школы Украины. Он верил, что будущее именно за такими общественными научными ассоциациями, которые помогут научному сообществу проявить инициативу. Стриха также был убеждён: перспектива — за университетской системой организации науки. Как доказательство приводил цифру: более 80% нобелевских лауреатов работали именно в университетах, где привлечение студенческой и аспирантской молодёжи создаёт особую питательную среду для появления новых научных идей.
Скончался 8 февраля 1999 года. Похоронен на Байковом кладбище Киева.
С будущей женой — Надеждой Гулой — познакомился летом 1958 года в туристской путешествии по реке Белой. После этого ещё почти 40 лет «вождь туристского народа» водил сложившуюся байдарочный группу, которая имела свои традиции, историю и фольклор.